# Маунт-Проспект (Іллінойс)
Маунт-Проспект (англ. Mount Prospect) — селище (англ. village) в США, в окрузі Кук штату Іллінойс. Населення — 56 852 особи (2020).

## Географія
Маунт-Проспект розташований за координатами 42°3′55″ пн. ш. 87°56′15″ зх. д. / 42.06528° пн. ш. 87.93750° зх. д. (42.065406, -87.937499).  За даними Бюро перепису населення США в 2010 році селище мало площу 26,87 км², з яких 26,78 км² — суходіл та 0,09 км² — водойми.

## Демографія
Згідно з переписом 2010 року, у селищі мешкало 54 167 осіб у 20 564 домогосподарствах у складі 14 544 родин. Густота населення становила 2016 осіб/км².  Було 21836 помешкань (813/км²).
Расовий склад населення:
| - 77,0 % — білих - 11,7 % — азіатів - 2,4 % — чорних або афроамериканців - 0,4 % — корінних американців - 6,5 % — осіб інших рас |

До двох чи більше рас належало 2,0 %. Частка іспаномовних становила 15,5 % від усіх жителів.
За віковим діапазоном населення розподілялося таким чином: 22,9 % — особи молодші 18 років, 61,3 % — особи у віці 18—64 років, 15,8 % — особи у віці 65 років та старші. Медіана віку мешканця становила 39,7 року. На 100 осіб жіночої статі у селищі припадало 97,4 чоловіків;  на 100 жінок у віці від 18 років та старших — 95,4 чоловіків також старших 18 років.
Середній дохід на одне домашнє господарство  становив 89 475 доларів США (медіана — 69 520), а середній дохід на одну сім'ю — 103 515 доларів (медіана — 82 803). Медіана доходів становила 53 238 доларів для чоловіків та 45 729 доларів для жінок. За межею бідності перебувало 5,2 % осіб, у тому числі 6,9 % дітей у віці до 18 років та 4,9 % осіб у віці 65 років та старших.
Цивільне працевлаштоване населення становило 28 411 осіб. Основні галузі зайнятості: освіта, охорона здоров'я та соціальна допомога — 20,1 %, виробництво — 15,5 %, науковці, спеціалісти, менеджери — 12,9 %.